# Westfield College
Westfield College est un collège pour femmes fondé en 1882 à Londres, devenu mixte en 1964. Il fusionne en 1989 avec le Queen Mary College, sous le nom de « Queen Mary and Westfield College », comme collège constituant de l'université de Londres. Le Queen Mary and Westfield College est intégré dans la Queen Mary University of London en 2013.

## Histoire
Le collège est fondé en 1882 par quatre femmes, Ann Dudin Brown, Lucy Cavendish, Constance Maynard et Mary Petrie, l'une des premières femmes diplômées de l'University College of London,, également fondatrice en 1881 du « College by post », service d'éducation par correspondance destiné aux femmes. Ann Dudin Brown finance la fondation en apportant 10 000 £.
La réunion de fondation se tient le 11 février 1882. Westfield est un collège féminin et les étudiantes sont obligatoirement résidentes. Il prépare les étudiantes aux examens universitaires de l'université de Londres. Les collèges féminins d'Oxford et de Cambridge servent de modèle, mais une attention particulière est apportée aux principes religieux, qui sont à l'origine de sa création et de son organisation.
Le collège ouvre le 2 octobre 1882, dans deux maisons situées à Maresfield Garden, à Hampstead, avec cinq étudiantes et deux membres du personnel. Constance Maynard en est la principale (Mistress). Sarah Benedict Brown, membre fondatrice et première trésorière du collège, durant les dix-huit mois qui suivent son ouverture, fait partie du conseil d'administration, avec deux autres femmes et quatre hommes. La première étudiante diplômée est Anne Wakefield Richardson, qui se présente aux examens universitaires de l'université de Londres en 1887, puis rejoint l'équipe enseignante de Westfield la même année. Trois autres enseignantes sont nommées, Frances Ralph Gray, ancienne étudiante de Newnham College et future principale de St Paul's Girls' School, arrive en 1883, Josephine Willoughby et Mabel Beloe. L'historienne Caroline Skeel, ancienne étudiante de Girton College, est nommée à titre provisoire enseignante en 1896, puis, titularisée en 1899, elle fonde le département d'histoire du collège. Le collège s'installe sur Kidderpore Avenue, le 25 mars 1891, dans deux bâtiments, Kidderpore Hall (Old House) et la New Wing, ensuite renommée Maynard Wing. La bibliothèque est installée en 1903 dans Skeel Buiding, et une nouvelle aile, Dudin Brown Wing, est ajoutée en 1905.
Ann Dudin Brown est membre du conseil d'administration jusqu'en 1917. Bienfaitrice du collège auquel elle rend visite fréquemment, elle offre un terrain prévu pour l'extension de l'établissement et finance une bourse d'études.
La suffragiste Amy Bull y enseigne en 1900-1901.

### Principales et principaux
- Constance Maynard, 1882-1913
- Agnes de Selincourt, 1913-1917[4]
- Anne Wakefield Richardson, 1917-1919[4]
- Bertha Phillpotts 1919-1921[9]
- Eleanor Constance Lodge, 1921-1929[10]
- Dorothy Chapman, 1929-1939
- Mary Stocks, 1939-1951[11]
- Kathleen Chesney, 1951-1962
- Pamela Matthews, 1962-1965
- Bryan Thwaites, 1965-1984
- John E. Varey, 1984-1989

## 1989. Réorganisation et fusion avec le Queen Mary College
L'université de Londres procède à une réorganisation dans les années 1980, et de nombreux petits collèges fusionnent. Westfield fusionne ainsi avec le Queen Mary College, en 1989, formant le Queen Mary and Westfield College. La plupart des logements d'étudiants, des services administratifs et plusieurs départements universitaires restent cependant à Hampstead jusqu'en 1992, et le collège conserve une identité distincte. Après cette date, Westfield rejoint le site de Queen Mary's à l'est de Londres, dans le Mile End et les bâtiments de Hampstead sont vendus. Cependant un certain nombre de départements universitaires s'agrègent au King's College de Londres tandis que les enseignants rejoignent d'autres collèges, notamment le Royal Holloway College.
Joyce M. Bennett, première femme britannique ordonnée prêtre anglican en 1971, dans le diocèse de Hong Kong et Macao, a fait ses études d'histoire à Westfield.
Le King's College de Londres a récupéré l'ancien site de Westfield, et le Westfield College a disparu en 2013, lors de la fusion institutionnelle de l'établissement avec l'université Queen Mary of London. Seul le Westfield Trust Prize qui récompense un travail universitaire de Queen Mary's, rappelle le souvenir de l'ancien collège.

## Galerie

Westfield College
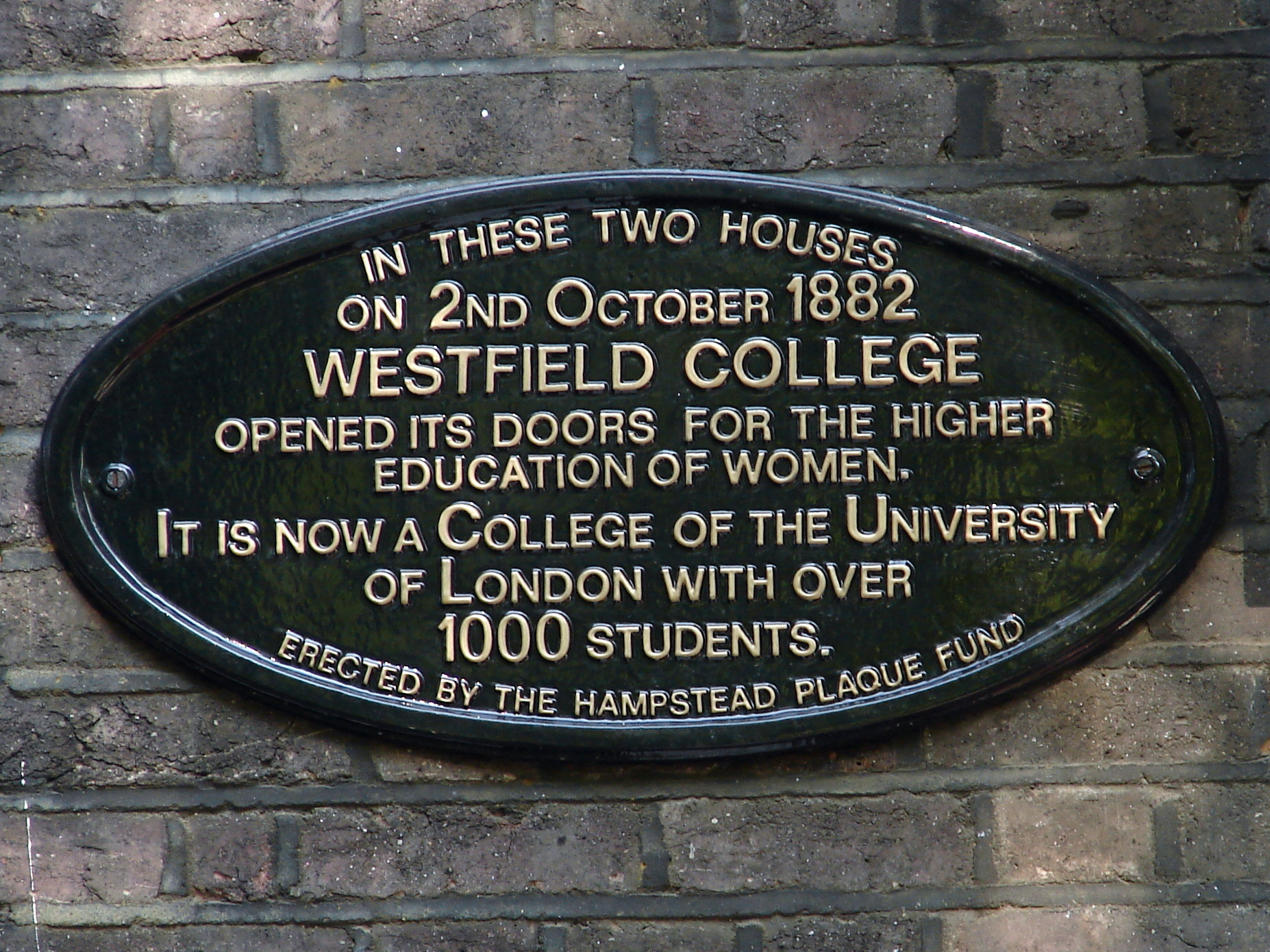
Plaque commémorative
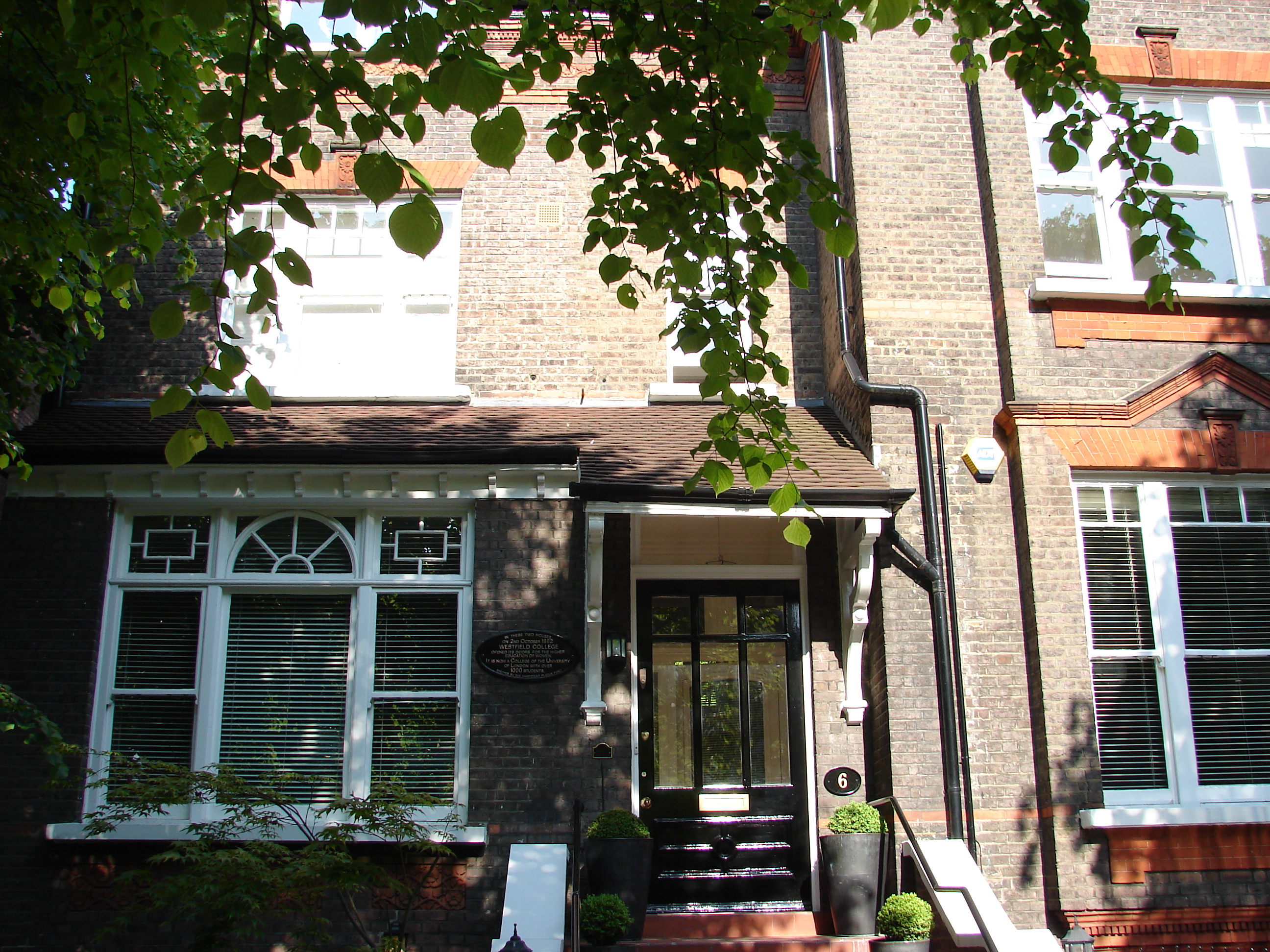
Ancien bâtiment, on discerne la plaque sur la façade
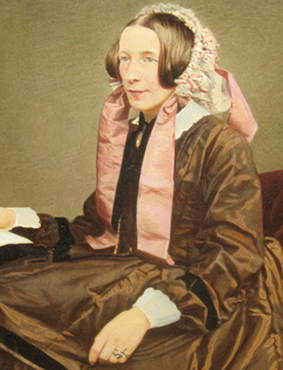
Ann Dudin Brown
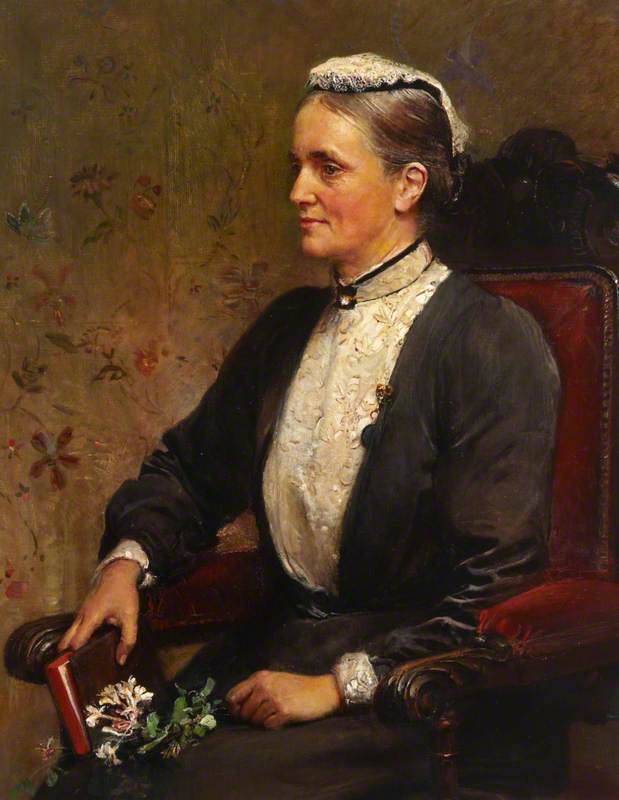
Constance Maynard
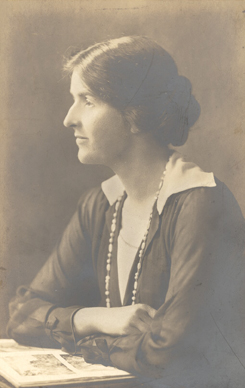
Bertha Phillpotts
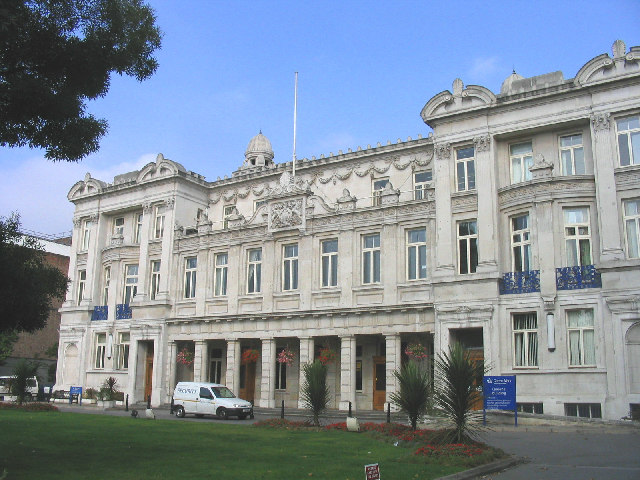
Queen Mary & Westfield College, sur le site de Mile End

## Personnalités liées au collège

### Anciens étudiants
- Bill Bailey, étudiant, comédien
- Eleanora Mary Carus-Wilson, étudiante, historienne
- Marion Delf-Smith, étudiante, botaniste
- Jane Wilde Hawking, étudiante, essayiste
- David McCandless, étudiant, journaliste
- Sylvia Payne, étudiante, médecin et psychanalyste
- Janet Royall, étudiante, personnalité politique
- Nesta Webster, étudiante, essayiste
- Zeng Baosun, étudiante, enseignante et militante féministe chinoise.

### Enseignantes
- Frances Gray, enseignante
- Ellen McArthur, directrice intérimaire du département d'histoire (1907-1911)
- Ada Elizabeth Levett, professeure d'histoire
- Helena Swanwick, enseignante de 1885 à 1888, journaliste